# Pesta de Justinià

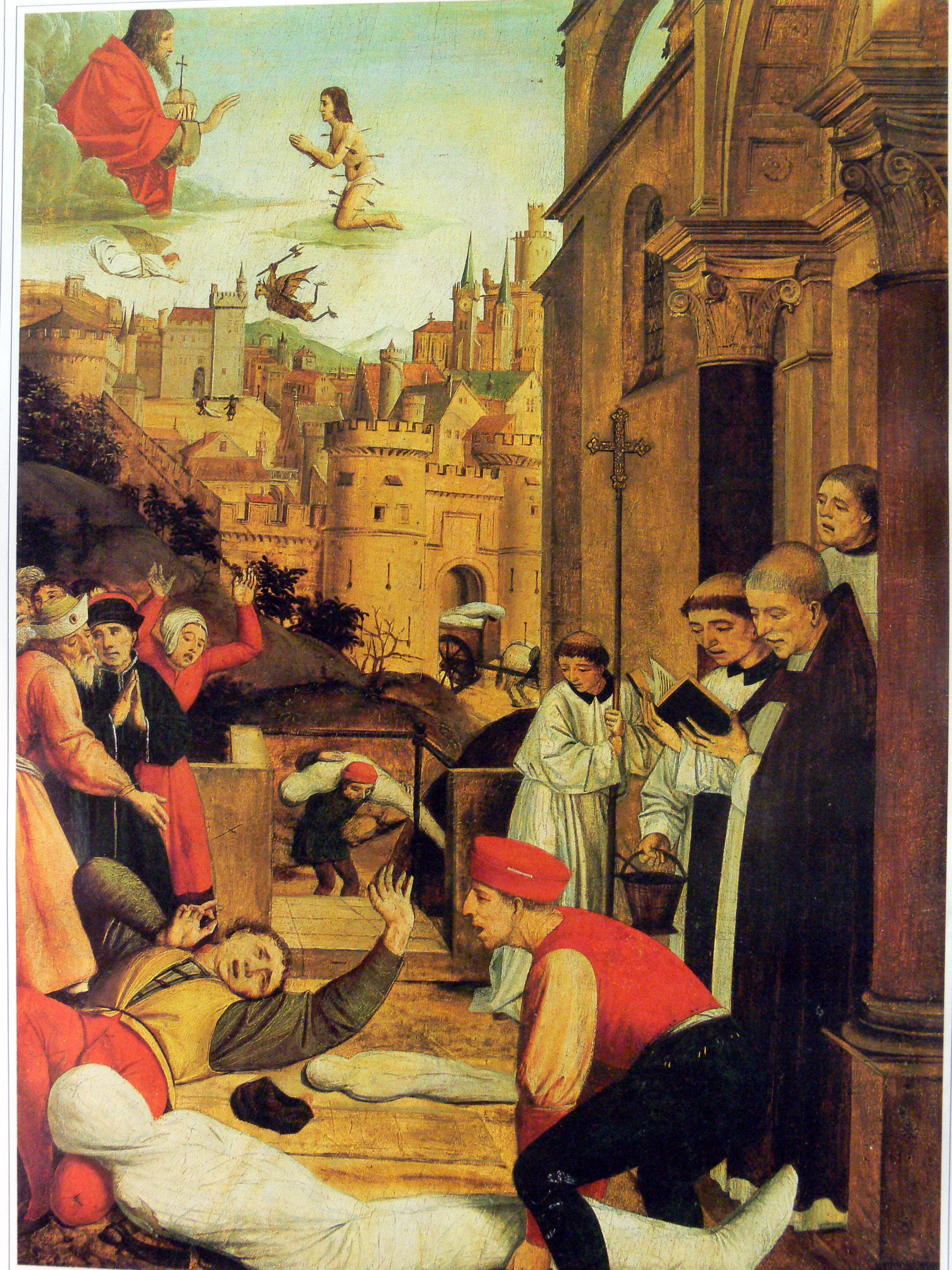
Sant Sebastià advoca a Jesús per la vida d'un enterramorts afectat per la pesta durant la pesta de Justinia (Josse Lieferinxe, c. 1497-1499)

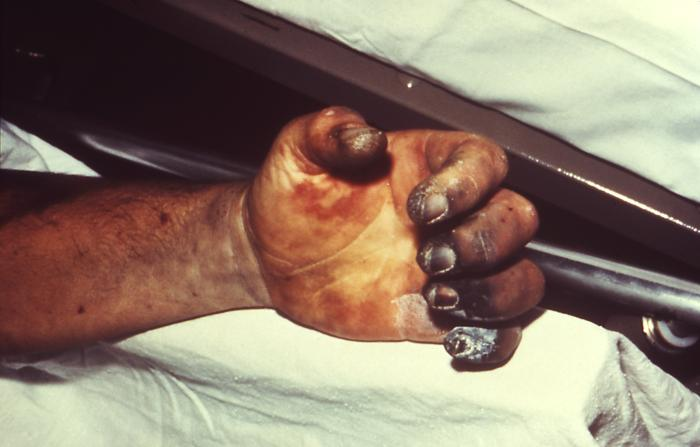
Una característica de la pesta de Justinià era la necrosi de la mà.

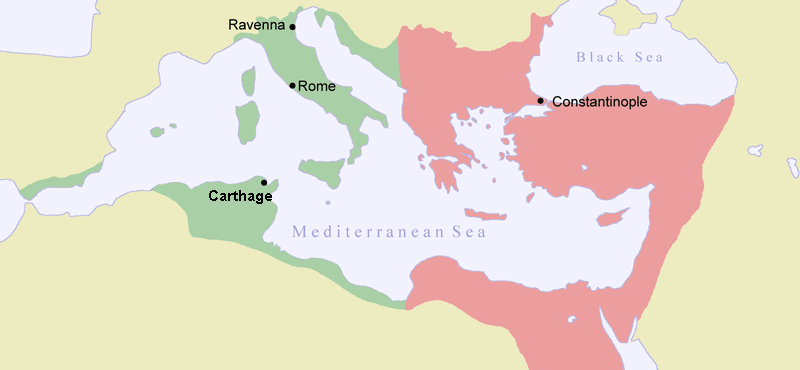
Un mapa de l'Imperi Romà d'Orient el 550 (una dècada després de la pesta de Justinià) amb les conquestes de Justinià mostrades en verd

La Pesta de Justinià (541-542 dC) amb recidives fins al 750 va ser una pandèmia que va afectar l'Imperi Romà d'Orient i especialment la capital, Constantinoble, així com l'Imperi Sassànida i les ciutats portuàries de tota la mar Mediterrània, donat que els vaixells mercants portaven rates que transportaven puces infectades amb la pesta. Alguns historiadors creuen que la pesta de Justinià va ser una de les pandèmies més mortals de la història, amb una estimació d'uns 25 a 50 milions de persones mortes durant dos segles en què es va anar propagant. Aquesta xifra representava un nombre de morts equivalent al 13-26% de la població mundial a partir del seu primer brot. L'impacte social i cultural de la pesta s'ha comparat amb el de la pesta negra que va arrasar Euràsia al segle xiv, però les investigacions publicades el 2019 han argumentat que la mort de la pesta i els seus efectes socials han estat exagerats.
Els investigadors van confirmar durant el 2013 les especulacions anteriors que deien que la causa de la pesta de Justinià va ser la Yersinia pestis, el mateix bacteri responsable de la pesta negra (1347–1351). Aquesta última va ser molt més curta, però encara va matar un terç a la meitat dels europeus. S'han trobat antigues i modernes soques (taxonomia) de Yersinia pestis estretament relacionades amb l'ancestre de la soca de pesta Justiniana a Tian Shan, un sistema de serralades a les fronteres del Kirguizstan, el Kazakhstan i la Xina. Aquest fet suggereix que la pesta de Justinià es podria haver originat prop d'aquesta regió.
La pesta va tornar periòdicament fins al segle viii. Les onades de la malaltia van tenir efectes importants en el curs posterior de la Història d'Europa. Els historiadors moderns van atorgar el seu nom a partir del fet que Justinià I, era l'emperador en el moment de l'esclat inicial. El mateix Justinià va contreure la malaltia, però va sobreviure-hi.

## Orígens i difusió

### Genètica de la soca de la pesta de Justinià
Estudis genètics de l'ADN de l'antiga i moderna Yersinia pestis suggereixen que l'origen de la pesta de Justinià es trobava a l'Àsia central. Les soques més basals o d'arrel existents de la Yersinia pestis de les espècies en conjunt es troben a Qinghai, Xina. Després d'haver-se aïllat mostres d'ADN de Yersinia pestis dels esquelets de víctimes de la pesta Justiniana a Alemanya, es va trobar que les soques modernes actualment trobades al sistema de la serralada de Tian Shan són més conegudes en comparació amb la soca de pesta de Justinià. A més, es va trobar un esquelet que es trobava a Tian Shan que data del 180 dC i identificat com a «primer hun», que contenia ADN de Yersinia pestis estretament relacionat amb el basal ancestral de la soca de Tian Shan de les mostres alemanyes de la pesta de Justinià. Això suggereix que l'expansió dels pobles nòmades que es van desplaçar a través de l'estepa eurasiàtica, com els xiongnu i posteriorment els huns, van tenir un paper important en la propagació de la pesta a Euràsia occidental, a partir del seu origen a l'Àsia central.
S'han trobat mostres anteriors d'ADN de Yersinia pestis en esquelets de 3000 a 800 aC, a l'Est d'Eurasia. La soca de Yersinia pestis responsable de la Pesta Negra, la pandèmia devastadora de la pesta bubònica, no sembla descendent directe de la soca de pesta de Justinià. Tanmateix, la propagació de la pesta de Justinià pot haver provocat la radiació evolutiva que va donar lloc al clade de soques actualment conegut com a 0ANT.1.

### Perspectiva històrica

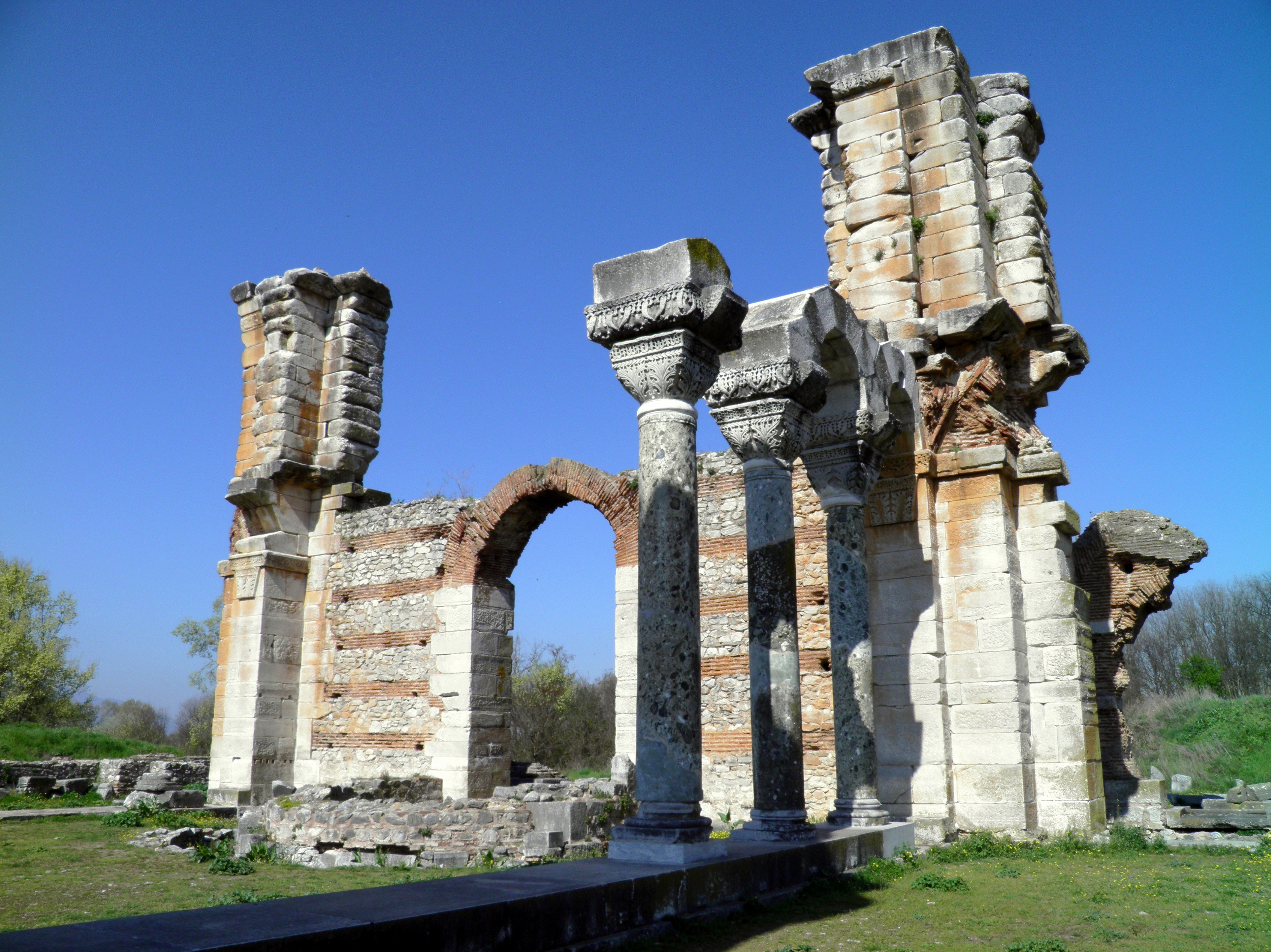
Basílica parcialment finalitzada a Filipos. Es creu que la construcció va ser aturada per la pesta de Justinià.

La importància de la pesta de Justinià era evident per als seus contemporanis. L'historiador romà d'Orient Procopi era conscient que l'impacte de l'epidèmia «canviaria el món» i que les entitats que no fossin capaces d'adaptar-se a aquests canvis podien acabar desapareixent.
La pesta de Justinià es considera generalment la primera epidèmia registrada històricament de Yersinia pestis. Aquesta conclusió es basa en descripcions històriques de les manifestacions clíniques de la malaltia i en la detecció de l'ADN de Y. pestis a partir de restes humanes en jaciments antics datats en aquell període.
Segons fonts contemporànies, es pensava que el brot a Constantinoble havia estat portat a la ciutat per rates infectades als vaixells de gra arribats d'Egipte. Per alimentar els seus ciutadans, la ciutat i les comunitats perifèriques, es van importar grans quantitats de gra, principalment d'Egipte. La població de rates (i puces) a Egipte va prosperar a alimentar-se dels grans graners de què disposava el govern imperial.
Procopi situa l'inici de l'epidèmia el 541 al port de Pelúsion, prop de Suez, a Egipte. Tanmateix, és probable que s'originés al curs alt del Nil o encara més al sud. Altres dos informes de primera mà sobre els estralls de la pesta van ser l'historiador de l'Església siríaca Joan d'Efès i Evagri d'Epifania, que era un nen a Antioquia en aquell moment. I es va convertir en historiador de l'església. Evagri es va afectat pels bubons associats a la malaltia, però va sobreviure. Durant les quatre rèpliques de la malaltia durant la seva vida, va perdre la seva dona, la seva filla i els seus fills, la majoria dels seus servents i gent de la seva comunitat.
Procopi, en un passatge molt acurat sobre Tucídides, va registrar que en el seu punt àlgid la pesta matava cada dia a 10.000 persones a Constantinoble, però la precisió d'aquesta figura està qüestionada, i el veritable nombre mai se sabrà. També va assenyalar que, a causa que no hi havia lloc per enterrar els morts, es deixaven els cossos apilats al descobert. Els ritus funeraris es deixaven sovint sense vigilància i tota la ciutat feia pudor de morts. En l'obra història secreta, registra la devastació del camp i relata la implacable resposta per part d'un pressionat Justinià:
| « | Quan la pestilència va assolar tot el món conegut i, sobretot, l'Imperi Romà, arrasant la major part de la comunitat agrícola i per necessitat deixant un rastre de desolació al seu torn, Justinià no va mostrar cap pietat cap als propietaris lliures arruïnats. Tot i així, no es va abstenir d'exigir l'impost anual, no només la quantitat que va valorar a cada individu, sinó també la quantitat per la qual eren responsables els seus conciutadans morts. | » |
| — | |   |

Com a resultat de la pesta al camp, els agricultors no van poder tenir cura dels conreus i el preu del gra va pujar a Constantinoble. Justinià havia gastat grans quantitats de diners per a les guerres contra els vàndals a la regió de Cartago i el regne dels ostrogots a Itàlia. També havia dedicat fons importants a la construcció de grans esglésies, com Hagia Sophia. A mesura que l'imperi va intentar finançar tots aquests projectes, la pesta va provocar que els ingressos fiscals disminuïssin a causa del nombre massiu de morts i la interrupció de l'agricultura i el comerç. Justinià va promulgar una nova legislació ràpidament per tractar amb més eficàcia la protecció de les demandes d'herència a conseqüència de les víctimes mortes sense testament (abintestat).
Els efectes a llarg termini de la pesta sobre la història europea i el Cristianisme van ser enormes. A mesura que la malaltia es va estendre a les ciutats portuàries de la mar Mediterrània, els gots que mantenien un conflicte amb l'Imperi es van revifar i la guerra gòtica va entrar en una nova fase. La pesta va debilitar l'Imperi Romà d'Orient en un moment crític, quan els exèrcits de Justinià gairebé havien reprès tot Itàlia i la costa mediterrània occidental. L'evolució de la reconquesta hauria reunit el nucli de l'Imperi Romà d'Occident amb l'Imperi Romà d'Orient. Tot i que la conquesta es va produir el 554, la reunificació no va durar gaire. El 568, els Longobards van envair el nord d'Itàlia, van derrotar el petit exèrcit romà d'Orient que havia quedat enrere i van establir el Regne Longobard. La pesta podria haver contribuït també a l'èxit dels àrabs unes quantes generacions més tard durant les Guerres arabo-romanes.
L'impacte de la pesta de Justinià en la Història de Gran Bretanya va ser significativa. Alguns estudiosos han suggerit que la pesta va facilitar la invasió anglosaxona de la Gran Bretanya, ja que els seus efectius coincidiren amb les renovades ofensives saxones durant anys 550.
Els romano-britànics podien haver estat afectats desproporcionadament a causa dels contactes comercials amb la Gàl·lia i altres factors, com ara els patrons d'assentament britànics més dispersius que els anglesos, que «podrien haver facilitat la transmissió de la pesta per les rates». A més, "l'evidència per al comerç d'artefactes entre els britànics i els anglesos" implica una interacció significativa i "només una interacció mínima podria implicar un risc elevat de transmissió de pesta". No obstant això, alguns estudiosos exposen com a prova que el dany de la pesta que va fer a la Britànnia post-romana va ser més gran que el que van patir els anglo-saxons, que la sobtada desaparició cap al 560 de la important ciutat romana de Calleva es va deure probablement a la pesta de Justinià. Després es va crear una mena de maledicció a la ciutat "condemnada" pels anglosaxons.
L'esclat de la pesta va coincidir amb la Guerra Làsica entre els imperis bizantins i l'Imperi Sassànida. La pesta va afectar l'exèrcit persa avançat sota Còsroes I, que es va veure obligat a retirar-se. Justinià I va aprofitar ràpidament l'oportunitat i va envair Pèrsia durant la batalla d'Anglon (543), però la campanya no va tenir èxit.

## Taxa de virulència i mortalitat
El nombre total de morts és incert. Alguns erudits moderns creuen que la pesta va matar fins a 5.000 persones al dia a Constantinoble en el punt àlgid de la pandèmia. Segons una opinió, la pesta inicial va matar potser el 40% dels habitants de la ciutat i va causar la mort de fins a un quart de la població humana del Mediterrani oriental. Les onades posteriors freqüents de la pesta van continuar afectant al llarg dels segles vi, vii i viii, amb la malaltia cada cop més localitzada i menys virulenta. Una visió revisionista  ha defensat recentment que la mortalitat de la pesta de Justinianà era molt inferior al que es creia abans.
Després de l'última reaparició del 750, les pandèmies a l'escala de la pesta de Justinià no van tornar a aparèixer a Europa fins a la Pesta Negra del segle xiv.